# Ghantapada
Ghantapada (o Ghantapara, Gantapara) è una suddivisione dell'India, classificata come census town, di 15.587 abitanti, situata nel distretto di Angul, nello stato federato dell'Orissa. In base al numero di abitanti la città rientra nella classe IV (da 10.000 a 19.999 persone).

## Geografia fisica
La città è situata a 20° 33' 0 N e 83° 39' 0 E e ha un'altitudine di 142 m s.l.m..

## Società

### Evoluzione demografica
Al censimento del 2001 la popolazione di Ghantapada assommava a 15.587 persone, delle quali 8.370 maschi e 7.217 femmine. I bambini di età inferiore o uguale ai sei anni assommavano a 2.127, dei quali 1.101 maschi e 1.026 femmine. Infine, coloro che erano in grado di saper almeno leggere e scrivere erano 11.095, dei quali 6.565 maschi e 4.530 femmine.